# پارک هی بن
پارک هی بن (کره‌ای: 박희본؛ زادهٔ پارک جه یونگ در ۱۱ مه ۱۹۸۳) بازیگر، خواننده و مدل اهل کره جنوبی است. وی از سال ۲۰۰۱ میلادی تاکنون مشغول فعالیت بوده‌است. از فیلم‌ها یا برنامه‌های تلویزیونی که وی در آن نقش داشته‌است می‌توان به تهیه‌کنندگان و شادی اشاره کرد.